# نات سيفر
نات سيفر (بالإنجليزية: Nat Sciver) (مواليد 20 أغسطس 1992) هي لاعبة كريكت بريطانية، تشارك مع منتخب إنجلترا منذ عام 2013.

## وصلات خارجية
- نات سيفر على موقع إي آس بي آن كريك إنفو (الإنجليزية)